# Salon du livre de Dieppe
Le Salon du livre de Dieppe est une manifestation culturelle annuelle consacrée à l’univers du livre et de l’écrit. Il se tient sur plusieurs jours à la fin du mois d'octobre à Dieppe, au Nouveau-Brunswick. Créé dans un milieu majoritairement anglophone, cet événement littéraire «en français» est de première importance tant pour la population francophone de la province que pour les francophiles.

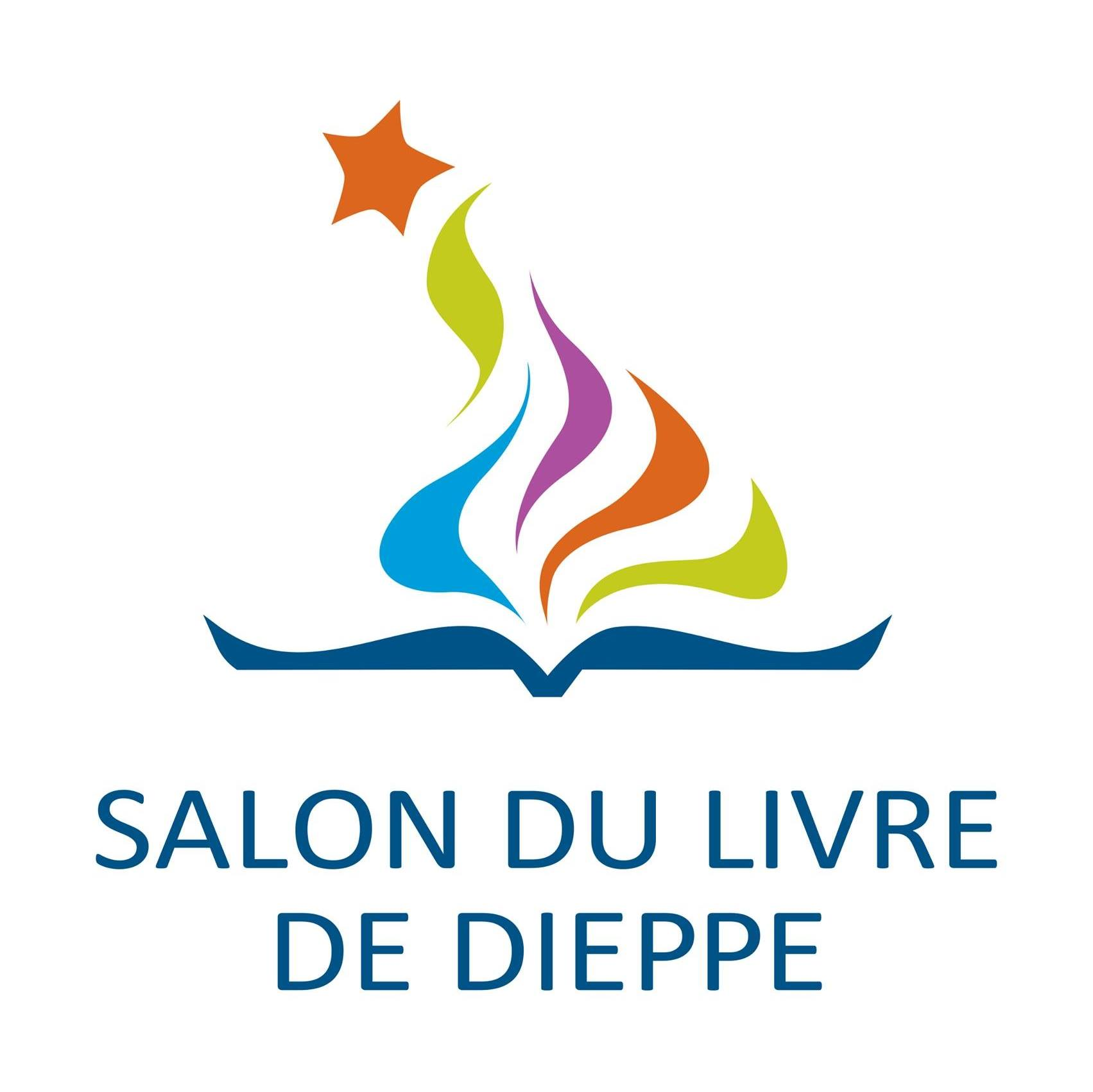
En 2015, Pour souligner sa 25ème édition, le Salon approche les étudiants de première année en conception graphique du CCNB-Dieppe afin de moderniser son logo. La conception graphique soumise par Isabelle Léger est choisie. Le nouveau logo arbore des formes plus dynamiques et des couleurs plus vives. Il évoque un livre ouvert dont les pages s’envolent vers l’étoile, ce qui rappelle celle de l’Acadie.

## Mission
Le Salon du livre de Dieppe a pour mandat de faire rayonner la langue française et de participer au rayonnement culturel de la société acadienne et francophone en milieu minoritaire.

## Historique
Dans la foulée de l'opération de promotion du livre et de la lecture appelée "Fureur de Lire" lancée en 1989 par Jack Lang, alors Ministre de la Culture en France, l'attaché culturel au Consulat général de France à Moncton, Jacques Salins propose à  Robert Melanson, propriétaire de la librairie La Grande Ourse, de créer un événement du même genre à Moncton. L'objectif était cependant de ne pas se limiter aux livres français (de France) mais d'y inclure des livres de langue française de l’Acadie, du Québec et du Canada. Il fallait également que des organismes acadiens se joignent à l'événement. Ces conditions devaient permettre au Salon du Livre de devenir une importante vitrine pour tous les acteurs de l’Acadie dans les domaines de l’édition, de l’écriture et de la diffusion. 
Le premier Salon du Livre se déroule en octobre 1991, sous le nom de "Fureur de Lire" au Centre de la Croix Bleue de Moncton. Ce n’était alors qu’une exposition et une vente de livres. 
Pendant quatre ans, de 1991 à 1994, le Salon "Fureur de Lire" se déroule au Centre de la Croix Bleue de Moncton (1991-1994). Il déménage ensuite vers le Centre étudiant de l’Université de Moncton en 1995 et puis au gymnase du C.E.P.S. (Centre d'Éducation Physique et des Sports) de la même institution en 1996. Il s’installe par après au Collège communautaire du Nouveau-Brunswick (CCNB) à Dieppe en 1997 où il résidera jusqu’en 2019. En 2020, l’évènement déménage au Centre des arts et de la culture de Dieppe (C.A.D.C.).
En 1997, le Salon passe sous la tutelle de la Ville de Dieppe, ce qui lui permet de recevoir de l'aide technique mais aussi du personnel qui va seconder  le comité pendant quelques mois afin d'aider à la tenue du Salon. Cette même année (1997) se crée dans la région de Moncton la "Francofête", maintenant connue sous le nom de "Francofête en Acadie", un évènement annuel acadien et francophone des arts de la scène. Pendant cinq ans, de 1998 à 2002, la Fureur de lire se déroule dans le cadre de la Francofête et se greffe à sa programmation grâce à une entente de collaboration.
En 2001, le comité organisateur se dote officiellement d’une présidence. La création d’un conseil d’administration en bonne et due forme est envisagée. 
En 2002, le comité organisateur commence à utiliser l’appellation Salon du livre de Dieppe.
En 2003, le Salon du Livre de Dieppe devient un évènement distinct de la Francofête avec qui il collaborait depuis 1997. Il innove en louant des présentoirs professionnels, ce qui permet aux exposants et exposantes de mieux présenter leurs livres et de se donner une allure semblable aux autres salons du livre alors existants. Le comité organisateur se dote également de statuts et règlements.
En 2005, l’année de la 15e édition du Salon du Livre, il s’incorpore sous le nom de Salon du livre de Dieppe inc. en tant qu’organisme sans but lucratif dirigé par un conseil d’administration et devient alors autonome. 
En 2011, le Conseil d’administration décide d'engager une direction générale à l'année longue, et ce afin de mieux gérer l’évènement et les nombreuses tâches s’y rattachant, et aussi pour appuyer la croissance et le développement du Salon du Livre de Dieppe.
2020 et pandémie mondiale (Covid-19): Les membres du Conseil d'Administration du Salon du livre de Dieppe misent sur la tenue d'un salon en temps de pandémie, mais sous un format hybride, soit virtuel pour les auteurs qui ne pouvaient se déplacer (venant d'autres provinces) mais également en présentiel pour les auteurs du Nouveau-Brunswick. La date a été repoussée de 2 semaines, espérant un retour en phase jaune permettant au salon d'avoir lieu en présentiel. Le Salon du Livre de Dieppe fut donc le seul salon du livre au Canada a pouvoir avoir lieu en présentiel depuis le début de la pandémie du Covid-19,,.
Pour 2021, le Salon du Livre de Dieppe se tiendra du 21 au 24 octobre au Centre des Arts et de la Culture de Dieppe. Un programme hybride (tant en présentiel qu'en virtuel) est en préparation.

## Passeport lecture
En 2018, en vue de créer une action concrète pour favoriser l’intérêt envers la lecture et la langue française chez les jeunes, le Salon du livre de Dieppe - à l'initiative du Président Alain Roberge - lance un projet pilote, appelé "Passeport lecture".  
Avec ce Passeport lecture, le Salon du livre de Dieppe remet à chaque élève d’une classe de 3e année d’une école du District scolaire francophone Sud un bon d’une valeur de 20 $ et accorde également une somme d'argent à la bibliothèque de l’école choisie afin de l'aider à enrichir ses rayons de nouveaux livres à proposer aux élèves. Les bons doivent être utilisés durant la période du Salon du livre de Dieppe ou dans une librairie francophone partenaire du salon. 
- 2018: l’école Dre-Marguerite-Michaud de Bouctouche
- 2019: l'école Camille Vautour de Saint-Antoine

En 2020, le Salon du livre s'engage à trouver des partenaires financiers afin de poursuivre ce projet et d'en faire une activité annuelle. Les fonds permettent alors de sélectionner plusieurs écoles bénéficiaires de ce «Passeport lecture».
- 2020: les écoles Soleil-Levant de Richibucto, Sainte-Bernadette de Moncton et l'école Grande-Digue, de Grande-Digue